# Steinbach (Isar, Wackersberg)
Der Steinbach ist ein linker Zufluss der Isar in der Gemeinde Wackersberg im oberbayerischen Landkreis Bad Tölz-Wolfratshausen.
Der Steinbach entsteht aus dem Zusammenfluss von Kleinbach und Großbach unterhalb der Seiboldsalm. Der Bach fließt in weitgehend östlicher Richtung und mündet beim Dorf Steinbach von Wackersberg in die Isar.